# Arianna sulla pantera
L'Arianna sulla pantera (Ariadne auf dem Panther) è un gruppo scultoreo di marmo realizzato dallo scultore tedesco Johann Heinrich Dannecker tra il 1803 e il 1814. L'opera, ritenuta il capolavoro dell'artista, si trova alla Liebieghaus, un museo d'arte di Francoforte sul Meno.

## Storia

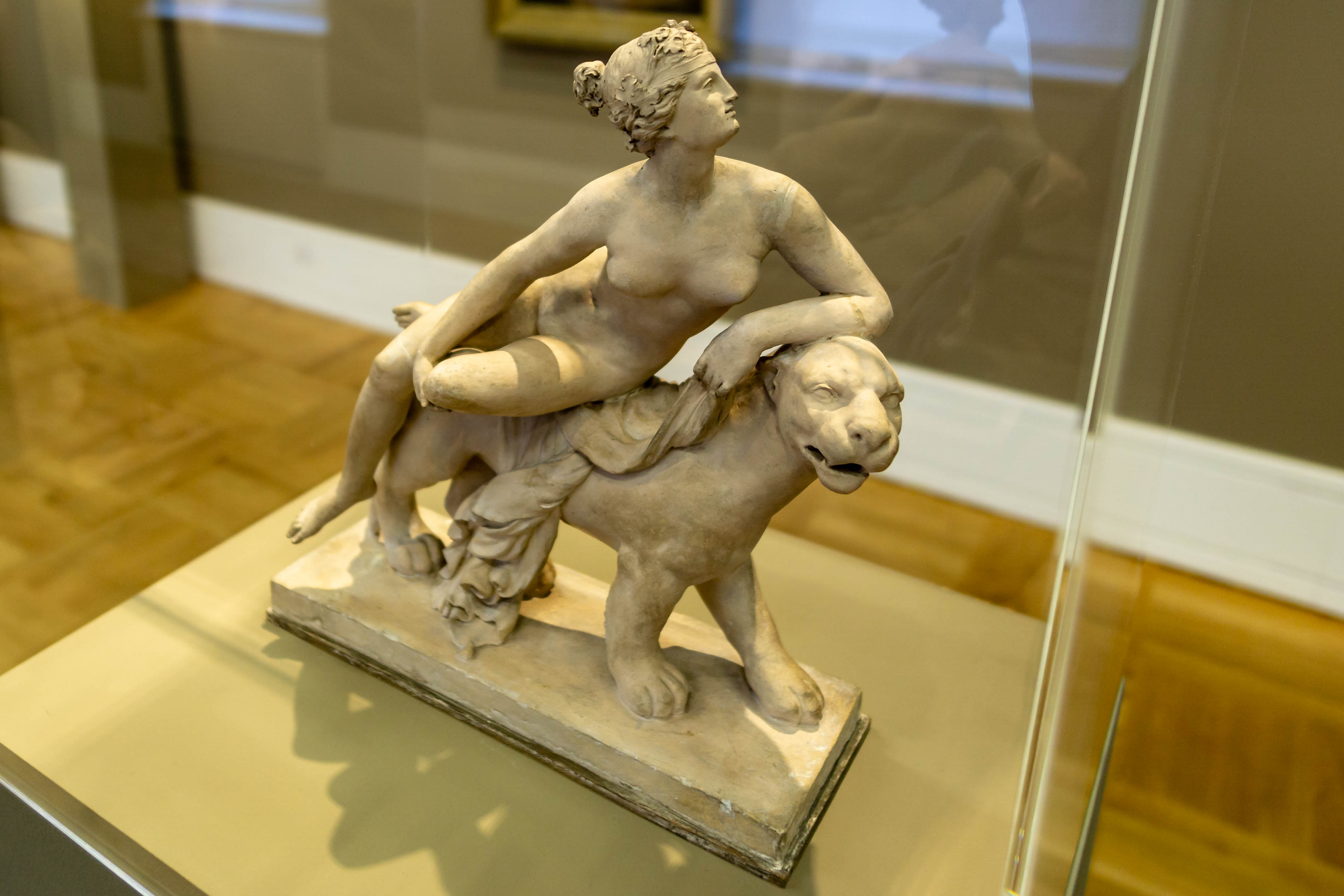
Un bozzetto per la scultura.

Johann Heinrich von Dannecker aveva studiato la scultura dapprima nella sua città natale, Stoccarda, e in seguito aveva viaggiato nel regno di Francia e nella penisola italiana, dove era rimasto colpito dalle opere dell'antichità classica e da quelle realizzate in quegli anni dall'artista neoclassico Antonio Canova. Una volta tornato a Stoccarda, dove lavorava dal 1780 in qualità di "scultore di corte" del duca del Württemberg, iniziò a creare delle sculture dai temi classici. Nel 1803 circa, Dannecker iniziò a modellare un'opera scultorea che raffigurava Arianna, un personaggio della mitologia greca. Nel 1809 iniziò la traduzione nel marmo e tra il 1814 e il 1816 l'opera venne portata a termine.
Nel 1805, il banchiere francofortese Simon Moritz von Bethmann visitò lo studio dell'artista e poté ammirare il bozzetto dell'Arianna sulla pantera. Ancor prima che Johann Heinrich von Dannecker avesse terminato l'opera, nel 1810 fu firmato il contratto attraverso il quale questa venne venduta a Bethmann, che nel 1816 la espose nell'Odeon, il primo museo aperto al pubblico di Francoforte. Nel 1856 venne esposta in un edificio costruito appositamente nel giardino della villa della famiglia Bethmann, l'Ariadneum. Nel giugno del 1941 il gruppo venne donato ufficialmente alla città assieme alle altre opere che si trovavano nell'Ariadneum, ma nel 1943 l'edificio venne devastato dai bombardamenti alleati, e la scultura subì dei danni. Nel 1977 venne restaurata e riparata, sostituendo le parti mancanti con delle nuove, finendo poi alla Liebieghaus un anno dopo.

## Descrizione

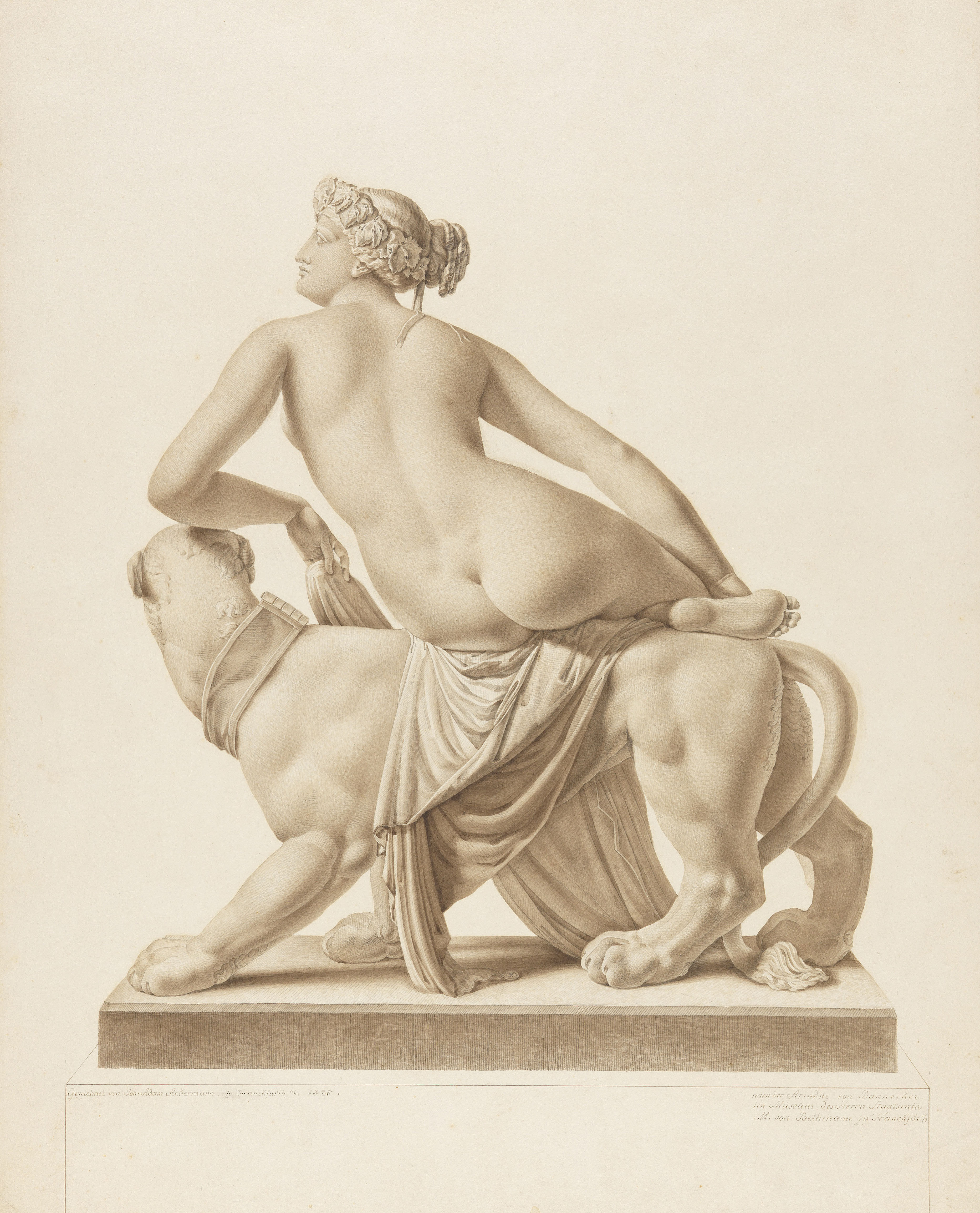
Vista posteriore da un'incisione di Johann Adam Ackermann del 1825.

La scultura raffigura Arianna, la figlia del re cretese Minosse, che secondo la leggenda si invaghì dell'eroe ateniese Teseo e lasciò l'isola di Creta per stare con lui, per poi essere abbandonata nell'isola di Nasso mentre dormiva. Qui venne trovata da Dioniso, il dio greco del vino, che l'avrebbe sposata. Qui Arianna è seduta supina su un felide che, secondo il titolo, dovrebbe essere una pantera, un animale che era associato a Dioniso. La giovane di Creta tiene con una mano quella che sembra essere la propria veste, che ricade al suolo tra le zampe della pantera. Ella è completamente nuda e porta sul capo una corona di pampini, ossia le foglie della vite. I suoi capelli sono raccolti in un cignon stretto da un nastrino che ricade su una spalla. La cretese scolpita da Dannecker è trionfante ed euforica in quanto ha conquistato il cuore del dio: i suoi muscoli sono energici e il suo sguardo rivolto verso il cielo è ardente, come se aspettasse il suo amante. Persino un animale feroce come una pantera qui è sottomesso al volere di Arianna, a tal punto che saranno questi felidi che traineranno il suo carro nuziale.
Una copia moderna si trova nel parco della Liebieghaus, mentre un'altra è esposta nei giardini della Staatsgalerie di Stoccarda; una copia marmorea di piccole dimensioni si trova nel museo Fitzwilliam di Cambridge, mentre una statuetta in bronzo che riprende questo gruppo si trova al museo Torre Abbey di Torquay, nella contea inglese del Devon.

## Accoglienza
Prima ancora che l'Arianna sulla pantera venisse tradotta nel marmo, una recensione apparsa sul giornale Teutsche Merkur nel 1805 lodò la scultura, e questo spinse l'artista a decidere di vendere l'opera a qualsiasi acquirente, chiedendo il permesso del duca vuttemberghese. Quando il capolavoro lasciò Stoccarda per essere esposto a Francoforte, gli stoccardiani salutarono l'Arianna definendola la "dama più bella" della città. L'opera divenne poi nota negli altri paesi dell'Europa, venendo accolta positivamente e diventando una delle statue più note del neoclassicismo tedesco. Il successo dell'opera fu tale che ne vennero tratte molte copie già nella prima metà del diciannovesimo secolo, sia di bronzo che di avorio.